# Grigore I Ghica
Grigore I Ghica (Grigoraș, sau Grigore Gheorghe Ghica), (n. 1628 – d. 1674, Constantinopol, Imperiul Otoman) a fost Domn al Țării Românești între 1 septembrie 1660 - noiembrie (după 27) 1664 și februarie 1672 - noiembrie 1673.

## Biografie
Era fiul lui Gheorghe Ghica și a Smaragdei Ghica și a fost numit ca domnitor la insistențele și rugămințile postelnicului Constantin Cantacuzino, care a scăpat astfel ca țara să devină pașalâc și a reușit să-l elibereze și pe Gheorghe Ghica de la turci. Prin măsurile inspirate de postelnicul Cantacuzino, retras la Filipești, Grigore Ghica reușește începerea îndreptării situației grele în care se afla țara. Dar, în curând, Grigore alunecă pe panta greșelilor, plecând urechea la pârile împotriva postelnicului făcute de doi boieri rapaci: Stroe Leurdeanu (cuscrul postelnicului) și Dumitrașcu Cantacuzino „Grecul” (nepotul postelnicului). După reîntoarcerea fără nici o izbândă din Transilvania a lui Grigore, unde i-a însoțit pe turci pentru a întrona pe un om al acestora, izbucnesc intrigile. Postelnicul Constantin Cantacuzino este prins și ucis în decembrie 1663 la Snagov. După scurt timp, Grigore pierde tronul. Mergând iarăși în Transilvania în vara lui 1664, unde turcii pierd din nou, Grigore, aliat în secret cu nemții, fuge la Viena și apoi în Moravia în decembrie 1664.
După insistențe fără rezultat pe lângă împăratul german, pe lângă Papa și la Veneția, obține, în sfârșit, tot cu bani, și cu sprijinul dragomanului Panaiotache Nicussis, iertarea de la turci și domnia pentru a doua oară în martie 1672. Cantacuzinii, care au triumfat în anii precedenți, sunt persecutați cumplit: uciși, închiși, torturați. Apogeul persecuțiilor are loc în momentul când Grigore pleacă cu turcii împotriva polonezilor, iar caimacamul Leordean (silit mai înainte să se călugărească și acum răspopit) bagă groaza în ei și mai toți fug la turci, unde se plâng împotriva lui Grigore. Mai mult, acesta îi trădează pe turci la Hotin. În cele din urma el vine la Adrianopol și încearcă să se disculpe cu bani și minciuni, dar este mazilit și chemat în decembrie 1674 la Constantinopol. Moare în 1675.

## Familia Grigore I Ghica
Grigore I Ghica a fost căsătorit cu Maria Ghica și au avut împreună un fiu, Matei Ghica (1664-1708).